# Liste des titres musicaux numéro un en Allemagne en 1961
Cette page liste les titres numéro un dans les meilleures ventes de disques en Allemagne pour l'année 1961 selon Media Control Charts. 
Les classements sont issus des 100 meilleures ventes de singles. Ils se déroulent du vendredi au jeudi, et sont publiés le mardi par l'industrie musicale allemande.

## Classement des singles
| №  | Date         | Artiste                              | Titre                          |
| -- | ------------ | ------------------------------------ | ------------------------------ |
| 1  | 7 janvier    | Blue Diamonds                        | Ramona                         |
| 2  | 14 janvier   | Blue Diamonds                        | Ramona                         |
| 3  | 21 janvier   | Blue Diamonds                        | Ramona                         |
| 4  | 28 janvier   | Blue Diamonds                        | Ramona                         |
| 5  | 4 février    | Blue Diamonds                        | Ramona                         |
| 6  | 11 février   | Blue Diamonds                        | Ramona                         |
| 7  | 18 février   | Blue Diamonds                        | Ramona                         |
| 8  | 25 février   | Blue Diamonds                        | Ramona                         |
| 9  | 4 mars       | Blue Diamonds                        | Ramona                         |
| 10 | 11 mars      | Blue Diamonds                        | Ramona                         |
| 11 | 18 mars      | Ivo Robić (de)                       | Mit 17 fängt das Leben erst an |
| 12 | 25 mars      | Ivo Robić (de)                       | Mit 17 fängt das Leben erst an |
| 13 | 1er avril    | Bill Ramsey                          | Pigalle                        |
| 14 | 8 avril      | Bill Ramsey                          | Pigalle                        |
| 15 | 15 avril     | Bill Ramsey                          | Pigalle                        |
| 16 | 22 avril     | Ralf Bendix und die kleine Elisabeth | Babysitter-Boogie              |
| 17 | 29 avril     | Ralf Bendix und die kleine Elisabeth | Babysitter-Boogie              |
| 18 | 6 mai        | Ralf Bendix und die kleine Elisabeth | Babysitter-Boogie              |
| 19 | 13 mai       | Ralf Bendix und die kleine Elisabeth | Babysitter-Boogie              |
| 20 | 20 mai       | Ralf Bendix und die kleine Elisabeth | Babysitter-Boogie              |
| 21 | 27 mai       | Billy Vaughn                         | Wheels                         |
| 22 | 3 juin       | Billy Vaughn                         | Wheels                         |
| 23 | 10 juin      | Billy Vaughn                         | Wheels                         |
| 24 | 17 juin      | Billy Vaughn                         | Wheels                         |
| 25 | 24 juin      | Billy Vaughn                         | Wheels                         |
| 26 | 1er juillet  | Billy Vaughn                         | Wheels                         |
| 27 | 8 juillet    | Billy Vaughn                         | Wheels                         |
| 28 | 15 juillet   | Billy Vaughn                         | Wheels                         |
| 29 | 22 juillet   | Billy Vaughn                         | Wheels                         |
| 30 | 29 juillet   | Billy Vaughn                         | Wheels                         |
| 31 | 5 août       | Billy Vaughn                         | Wheels                         |
| 32 | 12 août      | Billy Vaughn                         | Wheels                         |
| 33 | 19 août      | Billy Vaughn                         | Wheels                         |
| 34 | 26 août      | Billy Vaughn                         | Wheels                         |
| 35 | 2 septembre  | Freddy Quinn                         | La Paloma                      |
| 36 | 9 septembre  | Freddy Quinn                         | La Paloma                      |
| 37 | 16 septembre | Freddy Quinn                         | La Paloma                      |
| 38 | 23 septembre | Freddy Quinn                         | La Paloma                      |
| 39 | 30 septembre | Freddy Quinn                         | La Paloma                      |
| 40 | 7 octobre    | Gus Backus                           | Der Mann im Mond               |
| 41 | 14 octobre   | Gus Backus                           | Der Mann im Mond               |
| 42 | 21 octobre   | Nana Mouskouri                       | Weiße Rosen aus Athen          |
| 43 | 28 octobre   | Nana Mouskouri                       | Weiße Rosen aus Athen          |
| 44 | 4 novembre   | Nana Mouskouri                       | Weiße Rosen aus Athen          |
| 45 | 11 novembre  | Nana Mouskouri                       | Weiße Rosen aus Athen          |
| 46 | 18 novembre  | Nana Mouskouri                       | Weiße Rosen aus Athen          |
| 47 | 25 novembre  | Nana Mouskouri                       | Weiße Rosen aus Athen          |
| 48 | 2 décembre   | Nana Mouskouri                       | Weiße Rosen aus Athen          |
| 49 | 9 décembre   | Nana Mouskouri                       | Weiße Rosen aus Athen          |
| 50 | 16 décembre  | Nana Mouskouri                       | Weiße Rosen aus Athen          |
| 51 | 23 décembre  | Nana Mouskouri                       | Weiße Rosen aus Athen          |
| 52 | 30 décembre  | Gerhard Wendland                     | Tanze mit mir in den Morgen    |